# Yacine Babouche
Yacine Babouche (en arabe : ياسين بابوش) est un footballeur algérien né le 21 mars 1978 à Collo. Il évolue au poste de gardien de but à l'ES Collo.

## Biographie
Avec le club du CA Batna, il joue 41 matchs en première division algérienne.

## Palmarès
CA Batna
- Coupe d'Algérie :
  - Finaliste : 2009-10.